# 詹姆斯·克伦威尔
詹姆斯·克伦威尔（英語：James Oliver Cromwell，1940年1月27日—），美國演員，曾獲得一次艾美獎及以《我不笨，所以我有話說》提名奧斯卡最佳男配角獎。

## 影視作品
- 1976年：《怪宴》
- 1978年：《廉價偵探》
- 1985年：《衝向天外天》
- 1989年：《追殺黑名單》
- 1992年：《全壘打王》
- 1993年：《流血的羅密歐》
- 1995年：《我不笨，所以我有話說》
- 1996年：《魔鬼毀滅者》
- 1996年：《星艦迷航記VIII：戰鬥巡航》
- 1996年：《情色風暴1997》
- 1997年：《鐵面特警隊》
- 1997年：《小樹的故事（改編自少年小樹之歌）》
- 1998年：《異種2》
- 1998年：《彗星撞地球》
- 1998年：《我很乖因為我要出國》
- 1999年：《將軍的女兒》
- 1999年：《愛在冰雪紛飛時》
- 1999年：《億萬未婚夫》
- 1999年：《RKO 281》
- 1999年：《綠色奇蹟》
- 2000年：《太空大哥大》
- 2001年：《急診室的春天》
- 2002年：《小馬王》
- 2002年：《恐懼的總和》
- 2003年：《極地求生路》
- 2003年：《六呎風雲》
- 2004年：《機械公敵》
- 2005年：《最长的一码》
- 2006年：《黛妃與女皇》
- 2007年：《24小時反恐任務》
- 2009年：《獵殺代理人》
- 2011年：《大藝術家》
- 2012年：《愛，無盡》
- 2012年：《美國恐怖故事：瘋人院》
- 2013年：《凱特的審判》
- 2014年：《大英雄天團》
- 2016年：《承諾》
- 2017年：《黑白正義》
- 2018年：《侏羅紀世界：殞落國度》

## 扩展阅读
- . Current Biography. 2005-08  [2010-12-17]. （原始内容存档于2010-12-17）.